# Мануель III (маніконго)
Мануель III (порт. Manuel III) або Мануель Мартінс Кідіту (кон. Manuel Martins Kiditu; 1884–1927) — останній (п'ятдесят восьмий) маніконго центральноафриканського королівства Конго.
Зайняв трон після раптової смерті Мануеля Нкомба 1911 року. Реальної влади на той момент маніконго вже не мав, більше того, він правив лише частиною території королівства Конго.
1914 року в країні спалахнуло повстання, в результаті чого португальці усунули Мануеля Нкомбу від престолу й фактично ліквідували державу Королівство Конго. Натомість було створено колонію Португальська Західна Африка.
Мануель III помер 1927 року.